# ポケモンメザスタ
『ポケモンメザスタ』（Pokémon MEZASTAR）はタカラトミーアーツより発売されたアーケードゲーム。日本国内では2020年9月17日より稼働を開始し、2024年7月上旬まで展開された。

## 概要
『ポケモンガオーレ』の後継タイトルとなる、コレクションアイテム排出型の『ポケットモンスター』業務用ゲーム機第4弾。タイトルの「メザスタ」とは「めざせ スターポケモン」の略で、本作のコレクションアイテムの名称でもある。
舞台となる世界で野生のポケモン達とバトルを行い、捕まえたポケモンを「メザスタ」と呼ばれるタグにして収集していく内容のバトルゲームとなっている。
基本システムやコレクションアイテムの仕様は『ガオーレ』シリーズのものを概ね継承したものとなっているが、新要素として他プレイヤーと共闘プレイを行う「スペシャルタッグバトル」が採用されている。またコレクション用タグ（メザスタ）については前作のガオーレディスクと異なりQRコードが裏面へ変更されている。
それぞれの弾に10体のスーパースターポケモンが存在する。スーパースターポケモンのタグは外縁がクリア素材となっている。
2024年4月18日更新の「ゴージャススター5弾」を最終弾として稼働を終了することを発表。後継タイトルは『ポケモンフレンダ』。
2025年4月より日本国外での稼働を開始。

## 沿革
2020年
- 9月17日 - 「メザスタ1弾」稼働開始　
- 11月25日 - 「メザスタ1弾」稼働終了
- 11月26日 - 「メザスタ2弾」稼働開始

2021年
- 2月9日 - 「メザスタ2弾」稼働終了
- 2月10日 - 「メザスタ3弾」稼働開始
- 4月21日 - 「メザスタ3弾」稼働終了
- 4月22日 - 「メザスタ4弾」稼働開始
- 7月17日 - 「メザスタ4弾」稼働終了
- 7月18日 - 「スーパータッグ1弾」稼働開始
- 9月15日 - 「スーパータッグ1弾」稼働終了
- 9月16日 - 「スーパータッグ2弾」稼働開始
- 11月24日 - 「スーパータッグ2弾」稼働終了
- 11月25日 - 「スーパータッグ3弾」稼働開始

2022年
- 2月9日 - 「スーパータッグ3弾」稼働終了
- 2月10日 - 「スーパータッグ4弾」稼働開始
- 4月20日 - 「スーパータッグ4弾」稼働終了
- 4月21日 - 「スーパータッグ5弾」稼働開始
- 7月6日 - 「スーパータッグ5弾」稼働終了
- 7月7日 - 「ダブルチェイン1弾」稼働開始
- 9月14日 - 「ダブルチェイン1弾」稼働終了
- 9月15日 - 「ダブルチェイン2弾」稼働開始
- 11月21日 -「ダブルチェイン2弾」稼働終了
- 11月22日 -「ダブルチェイン3弾」稼働開始

2023年
- 2月8日 -「ダブルチェイン3弾」稼働終了
- 2月9日 -「ダブルチェイン4弾」稼働開始
- 4月19日 -「ダブルチェイン4弾」稼働終了
- 4月20日 -「ダブルチェイン5弾」稼働開始
- 7月5日 -「ダブルチェイン5弾」稼働終了
- 7月6日 -「ゴージャススター1弾」稼働開始 
- 9月13日 -「ゴージャススター1弾」稼働終了
- 9月14日 -「ゴージャススター2弾」稼働開始
- 11月21日 -「ゴージャススター2弾」稼働終了
- 11月22日 -「ゴージャススター3弾」稼働開始

2024年
- 2月7日 -「ゴージャススター3弾」稼働終了
- 2月8日 -「ゴージャススター4弾」稼働開始
- 4月17日 - 「ゴージャススター4弾」稼働終了
- 4月18日 - 「ゴージャススター5弾」稼働開始、『ポケモンメザスタ』の稼働終了を発表

2025年
- 4月 - 中国・香港・台湾・インドネシア・マレーシア・シンガポールにて稼働を開始
- 7月 - 韓国にて稼働を開始予定

## プレイの流れ
1プレイは100円。バトル終了後、ボールを投げるのにもう100円を入れることでタグ（メザスタタグ）が排出される。すなわち、200円で必ず1匹ポケモンが捕まえられる、というものである。筐体には最大600円まで投入可能でタグは5枚まで払出し可能である。
バトルでゲット
100円を入れた後、バトルでゲットを選択する。
ランダムでトレーナーとバトル(後述)、隣がプレイしている場合のみタッグバトル(後述)が起こる。
バトルでゲットを選択したあと、戦いたいボスがいるエリアを選ぶ。
真ん中にいるスター以上のポケモンがボスポケモン、その隣にいるのが仲間のポケモンである。
レーンにタグをセットしてポケモンを出し、セットしたタグを前にスライドして攻撃するポケモンを決める。
主にボタンを連打する事により、ワザがパワーアップされる。
バトルが終了する、ゲットチャンスになる、バトルに出せる味方ポケモンがいなくなるのいずれかになるとゲットタイムになりルーレットを止めてボールを投げ、ポケモンを捕まえる。
ゲットタイムが終わると相手のボスが仲間を呼び出す。
ボスを捕まえた場合は、新たなボスが現れる。

いますぐゲット
バトルせずにポケモンを捕まえることが出来るモード。草むらにおかしを投げてボタンを連打しておかしを投げ終えるとボールを投げるかどうか選択し、100円を入れてボタンを止めてボールの投げ先を選択してカーソルを止めた場所から見つかったポケモンが確定でゲットできる。
光の柱が上がる演出が出ると、スーパースターポケモンを確定でゲット可能。
ボールを投げる場合は100円が必要で最大600円で5枚のタグを払い出し可能である。

トレーナーとバトル
3弾より実装。バトルでゲットを選ぶとランダムでトレーナーがバトルを仕掛けてくることがあり、「このトレーナーとバトル」を選択すると遊ぶことができる。
相手のポケモンを5ターン以内に全て倒すと勝利となる。

スペシャルタッグバトル
2人でプレイしているとランダムで発生することがある。
こうげきルーレットは2人が止めたルーレットのうちより大きい数字が選ばれ、ボールルーレットは2人が止めたルーレットのより性能が良い方のボールが選ばれる。
ポケモンを捕まえることができると、お互いにタグをゲットできる。

トレーナーとタッグバトル
また、プレイヤーの服の着せ替えもできる。
着せ替えアイテムはポケモントレーナー戦での勝利や、いくつかのチャレンジを達成することで入手が可能。
着せ替えはメザスタクラブより行う。

## Zワザ・メガシンカ・ダイマックス・キョダイマックス・ダブルワザ・チェインアタック・テラスタル
特定のポケモンに限定して「Zワザ」・「メガシンカ」・「ダイマックス」・「キョダイマックス」・「ダブルワザ」・「チェインアタック」・「テラスタル」が発動可能。なおダイマックス・キョダイマックス・テラスタルは例外を除き発動に特定の条件を要する。

### キョダイマックス
「キョダイマックス」が可能なポケモンは、タグの裏側に「ダイマックスマーク」が記されている。本作のダイマックスには「ダイマックスレベル」が存在し、これをルーレットで選ぶこととなる。ルーレットで選んだダイマックスレベルによってポケエネが変わる。ただし、「✖️マーク」で止まると失敗となりダイマックスは発動しない。このレベルには「1，5，10」の3段階があり、この数値が高いほどポケエネが高くなる。いずれも1プレイ中に1回のみ使用可能となっている。確実に成功するものではないが、玩具「ポケモン ダイマックスバンド+（プラス）」および「ポケモン ダイマックスバンド」（「ポケモン ダイマックスバンド サトシ最強メザセット」も含む）があれば、確実にダイマックスをすることができる。成功すれば、バトルをより有利に進めることができる。

### メガシンカ
1回のバトルにつき1体のみメガシンカ可能である。メガシンカ･ダイマックス･Z技それぞれ1回ずつ使うのであれば併用可能。マークが重なった時にタイミングよくボタンを押すと成功する。

### Zワザ
「ポケットモンスター サン・ムーン」から登場している『Zワザ』についても、タグの裏面にマークが記されたポケモンのみが使用可能。ボタンを交互に押してパワーを貯めて攻撃する。

### ダブルワザ
「ダブルワザ」が可能なポケモンは、タグの表側に「ダブルワザマーク」が記されている。ダブルワザタグで最初にわざを使うと「ダブルワザチャンス」が発生し、「ダブルワザマーク」で止めればその後にボタン連打でパワーを溜めて、わざのパワーを上げた後に発動する。ただし、「✖️マーク」で止まると失敗となりダブルワザは発動しない。

### チェインアタック
「チェインアタック」が可能なポケモンは、タグの表側に「チェインマーク」が記されている。チェインタグで最初にわざを使うと「チェインアタックチャンス」が発生する。マークが重なったところでボタンを押せば成功となり、チェインアタックルーレットが発生し、攻撃するポケモン1体ずつ、こうげきルーレットを止めることが出来ればわざが発動する。また、一緒に攻撃したポケモンが使用した後に疲れてしまう。

### テラスタル
「テラスタル」が可能なポケモンは、タグの裏側に「テラスタルマーク」が記されている。テラスタルタグで最初にわざを使うと「テラスタルチャンス」が発生する。ルーレットをテラスタルマークで止めてテラスタルエネルギーを溜める。チャンスは3回あり、3回とも成功すると「ちょう だいせいこう！」となり、こうげきのときに「テラスタルボーナス」が超アップする。ただし、3回とも「✖️マーク」で止まると失敗となりテラスタルは発動しない。いずれも1プレイ中に1回のみ使用可能となっている。確実に成功するものではないが、玩具「ポケモン テラスタルオーブ」があれば、確実にテラスタルをすることができる。成功すれば、バトルをより有利に進めることができる。

## 関連商品
メザスタトランク
メザスタファイル

## YouTubeチャンネル

### メザスタTV
ポケモンメザスタの公式YouTubeチャンネル。毎週金曜日の午後6時頃更新。2024年5月に最終回を迎えた。

### メザスタナビゲーター
- マサト
- アイ
- サクラ
- J

M博士
たんけんアイ

## テーマソング
- 「見参！ポケモンメザスタ！！」（作詞・作曲：ヒャダイン　歌唱：田村直美・幡野智宏）2020/09/17
- 「見参！ポケモンメザスタ！スーパータッグ」（作詞・作曲：ヒャダイン　歌唱：田村直美・幡野智宏、メザスタナビゲーター）2021/09/16
- 「見参！ポケモンメザスタ！ダブルチェイン」（作詞・作曲：ヒャダイン　歌唱：田村直美・幡野智宏、メザスタナビゲーター）2022/09/15
- 「全開！ポケモンメザスタ！ゴージャススター」（作詞・作曲：ヒャダイン　歌唱：田村直美・幡野智宏、メザスタナビゲーター）2023/09/25